# Сейшас, Вик
Илайас Виктор (Вик) Сейшас (англ. Elias Victor 'Vic' Seixas, в русскоязычных источниках распространено написание Сейксас; 30 августа 1923, Филадельфия — 5 июля 2024) — американский теннисист-любитель, 3-я ракетка мира в 1953 году. Победитель 15 турниров Большого шлема во всех разрядах, в том числе победитель Уимблдонского турнира (1953) и чемпион США (1954) в одиночном разряде. Обладатель (1954) и 6-кратный финалист Кубка Дэвиса со сборной США. Член Международного зала теннисной славы с 1971 года.

## Биография
Родился в 1923 году в Филадельфии. Вырос в филадельфийском районе Овербрук, в теннис, по собственным воспоминаниям, начал играть в 5 или 6 лет. Окончил независимую школу им. Уильяма Пенна. Играл за школьную сборную в теннис, баскетбол и сквош. Увлекался также бейсболом, но не достиг в этом виде спорта значительных успехов и в шутку называл себя «разочаровавшимся бейсболистом». Впервые выступил в чемпионате США по теннису в 1940 году (проиграв в 3-м раунде Фрэнку Ковачу). В годы участия США во Второй мировой войне служил пилотом в ВВС Армии США. По возвращении со службы в 1946 году поступил в Университет Северной Каролины и три года выступал за теннисную сборную этого вуза, выиграв за это время 63 из 66 матчей в одиночном разряде. В 1948 году пробился в финал чемпионата NCAA в одиночном разряде и был включён в символическую любительскую сборную США.
До 1950 года, показывая достойные, но не выдающиеся результаты в соревнованиях, Сейшас не поднимался в национальном рейтинге USLTA. Ситуация изменилась в первой половине 1950 года, когда он впервые в карьере отправился в Европу, чтобы принять участие в чемпионате Франции и цикле турниров в Великобритании. В ходе этой поездки выяснилось, что Сейшас успешно переигрывает соперников, которые формально стоят в рейтинге выше него. Так, в полуфинале чемпионата Франции в мужских парах, где кроме Сейшаса участвовали Бадж Патти, Эрик Стерджесс и Ярослав Дробный, он предположительно был самым слабым игроком, но в действительности сыграл лучше всех. В одиночном разряде Сейшас на этом турнире дошёл до четвертьфинала, а затем пробился в полуфинал на Уимблдоне (поражения соответственно от Дробного и Патти).
Эта поездка в Европу положила начало наиболее успешному периоду в карьере американца. Его игра не отличалась стабильностью, и на спаде формы он мог проигрывать намного более слабым соперникам, но на её пике одерживал победы над лучшими теннисистами мира. В 1951 году Сейшас впервые дошёл до финала в турнире Большого шлема, победив в 4-м раунде чемпионата США посеянного четвёртым Кена Макгрегора, а в полуфинале первую ракетку турнира Дика Савитта, прежде чем проиграть сеяному под вторым номером австралийцу Фрэнку Седжмену. С 1952 по 1956 год он завоевал 15 титулов в разных разрядах в турнирах Большого шлема. В их число входили победы в одиночном разряде в Уимблдонском турнире 1953 и чемпионате США 1954 года, 5 титулов в мужских парах и 8 — в миксте, в основном в паре с Дорис Харт. В 1953 году Сейшас во всех четырёх турнирах Большого шлема в одиночном разряде достиг как минимум полуфинала (на чемпионате Австралии; финалы в чемпионатах Франции и США и победа на Уимблдоне) и завершил сезон на 3-й позиции в рейтинге сильнейших теннисистов мира. Начиная с 1951 года он семь лет подряд выступал за сборную США в Кубке Дэвиса и каждый год выходил с ней в финал турнира, где её постоянными соперниками были австралийцы. Из семи матчей раунда вызова Сейшасу и его команде удалось выиграть только один — в 1954 году. В этом матче он принёс сборной 2 очка, сначала обыграв в одиночном разряде Кена Розуолла, а затем с Тони Трабертом победив во встрече пар того же Розуолла и Лью Хоуда.
Продолжал выступать в любительских теннисных турнирах до 1974 года, в том числе в чемпионате США — до 1969 года. Всего за карьеру выиграл 56 любительских турниров в одиночном разряде, при этом никогда не рассматривал возможности перехода в профессиональный теннис. 13 раз в период с 1942 по 1966 год входил в первую десятку рейтинга USLTA, установив рекорд по разбросу по времени между первым и последним годом. В сборной США в общей сложности провёл 23 матча, одержав 24 победы при 12 поражениях в одиночном разряде и 14 побед при 5 поражениях в парном. До Джона Макинроя оставался рекордсменом сборной США по числу матчей, сыгранных за сборную в Кубке Дэвиса. Помимо тенниса, успешно выступал в соревнованиях по сквошу, в 1964 и 1966 годах выиграв чемпионат США среди ветеранов.
Как теннисист-любитель, одновременно работал в отцовском бизнесе по продаже сантехнических материалов. Ближе к концу карьеры работал биржевым брокером в банке Goldman Sachs, а затем был приглашён на место директора теннисного центра на престижном курорте Гринбрайер в Западной Виргинии. В 1970-е годы работал старшим теннисным тренером в отеле в Новом Орлеане. В 1971 году имя Вика Сейшаса было включено в списки Национального (позже Международного) зала теннисной славы.
Был дважды женат: развёлся с первой женой, чтобы жениться на теннисном инструкторе, которую сам нанял на работу в Гринбрайере, однако в дальнейшем развёлся и с ней. В 1989 году, после второго развода, перебрался в Область залива Сан-Франциско, где работал барменом.
Умер 5 июля 2024 года в возрасте 100 лет.

## Стиль игры
Сейшас отличался атлетичным телосложением — 6 футов (1,83 м), 180 фунтов (82 кг) — и большое значение придавал физической форме, в особенности скорости передвижения по корту. Необычайная выносливость позволила ему продлжать выступления после достижения сорокалетия. Так, в 1966 году, в 42 года, он в чемпионате Пенсильвании на травяных кортах отыграл больше 4 часов против 22-летнего Билла Боури, победив в матче, включавшем 94 гейма — 32:34, 6:4, 10:8. Позже в том же году Сейшас, которому уже исполнилось 43 года, был самым возрастным игроком в основной сетке чемпионата США, но в первом раунде взял верх в 5-сетовом поединке над 19-летним Стэном Смитом. Год спустя он выпустил книгу «Теннис в расцвете лет: теннис для игроков за 40» (англ. Prime Time Tennis: Tennis for Players Over 40).
Американец исповедовал атакующий стиль, строившийся на агрессивной и быстрой игре с лёта у сетки; в этом аспекте игры он был одним из лучших среди современников. Основными компонентами его игры были топ-спин открытой ракеткой и резаный удар закрытой. Согласно его биографии на сайте Международного зала теннисной славы, хотя среди соперников Сейшаса встречались лучше оснащённые технически теннисисты, мало кто мог соревноваться с ним в упорстве и эмоциональной отдаче. Эта эмоциональность иногда оборачивалась против самого Сейшаса и стоила ему, в частности, поражения в полуфинальном матче Уимблдонского турнира 1956 года против Розуолла.

## Финалы турниров Большого шлема за карьеру

### Одиночный разряд (2-3)
| Результат | Год  | Турнир              | Покрытие | Соперник в финале | Счёт в финале      |
| --------- | ---- | ------------------- | -------- | ----------------- | ------------------ |
| Поражение | 1951 | Чемпионат США       | Трава    | Фрэнк Седжмен     | 4-6, 1-6, 1-6      |
| Поражение | 1953 | Чемпионат Франции   | Грунт    | Кен Розуолл       | 3-6, 4-6, 6-1, 2-6 |
| Победа    | 1953 | Уимблдонский турнир | Трава    | Курт Нильсен      | 9-7, 6-3, 6-4      |
| Поражение | 1953 | Чемпионат США       | Трава    | Тони Траберт      | 3-6, 2-6, 3-6      |
| Победа    | 1954 | Чемпионат США       | Трава    | Рекс Хартвиг      | 3-6, 6-2, 6-4, 6-4 |

### Мужской парный разряд (5-3)
| Результат | Год  | Турнир                | Покрытие | Партнёр        | Соперники в финале                 | Счёт в финале             |
| --------- | ---- | --------------------- | -------- | -------------- | ---------------------------------- | ------------------------- |
| Поражение | 1952 | Уимблдонский турнир   | Трава    | Эрик Стерджесс | Кен Макгрегор Фрэнк Седжмен        | 3-6, 5-7, 4-6             |
| Победа    | 1952 | Чемпионат США         | Трава    | Мервин Роуз    | Кен Макгрегор Фрэнк Седжмен        | 3-6, 10-8, 10-8, 6-8, 8-6 |
| Победа    | 1954 | Чемпионат Франции     | Грунт    | Тони Траберт   | Лью Хоуд Кен Розуолл               | 6-4, 6-2, 6-1             |
| Поражение | 1954 | Уимблдонский турнир   | Трава    | Тони Траберт   | Рекс Хартвиг Мервин Роуз           | 4-6, 4-6, 6-3, 4-6        |
| Победа    | 1954 | Чемпионат США (2)     | Трава    | Тони Траберт   | Лью Хоуд Кен Розуолл               | 3-6, 6-4, 8-6, 6-3        |
| Победа    | 1955 | Чемпионат Австралии   | Трава    | Тони Траберт   | Лью Хоуд Кен Розуолл               | 6-3, 6-2, 2-6, 3-6, 6-1   |
| Победа    | 1955 | Чемпионат Франции (2) | Грунт    | Тони Траберт   | Никола Пьетранджели Орландо Сирола | 6-1, 4-6, 6-2, 6-4        |
| Поражение | 1956 | Чемпионат США         | Трава    | Хэм Ричардсон  | Лью Хоуд Кен Розуолл               | 2-6, 2-6, 6-3, 4-6        |

### Смешанный парный разряд (8-0)
| Результат | Год  | Турнир                  | Покрытие | Партнёрша  | Соперники в финале          | Счёт в финале |
| --------- | ---- | ----------------------- | -------- | ---------- | --------------------------- | ------------- |
| Победа    | 1953 | Чемпионат Франции       | Грунт    | Дорис Харт | Морин Коннолли Мервин Роуз  | 4-6, 6-4, 6-0 |
| Победа    | 1953 | Уимблдонский турнир     | Трава    | Дорис Харт | Ширли Фрай Энрике Мореа     | 9-7, 7-5      |
| Победа    | 1953 | Чемпионат США           | Трава    | Дорис Харт | Джулия Сампсон Рекс Хартвиг | 6-2, 4-6, 6-4 |
| Победа    | 1954 | Уимблдонский турнир (2) | Трава    | Дорис Харт | Маргарет Дюпон Кен Розуолл  | 5-7, 6-4, 6-3 |
| Победа    | 1954 | Чемпионат США (2)       | Трава    | Дорис Харт | Маргарет Дюпон Кен Розуолл  | 4-6, 6-1, 6-1 |
| Победа    | 1955 | Уимблдонский турнир (3) | Трава    | Дорис Харт | Луиза Браф Энрике Мореа     | 8-6, 2-6, 6-3 |
| Победа    | 1955 | Чемпионат США (3)       | Трава    | Дорис Харт | Ширли Фрай Лью Хоуд         | 9-7, 6-1      |
| Победа    | 1956 | Уимблдонский турнир (4) | Трава    | Ширли Фрай | Алтея Гибсон Гарднар Маллой | 2-6, 6-2, 7-5 |